# Robert Maysack
Robert Emil Maysack (Kirchardt, 25 novembre 1872 – Avon Park, 24 dicembre 1960) è stato un ginnasta e multiplista statunitense di origine tedesca.

## Biografia
Maysack partecipò ai Giochi olimpici di Saint Louis 1904, dove vinse una medaglia di bronzo nel concorso a squadre. Alla stessa Olimpiade giunse cinquantanovesimo nel concorso generale individuale, settantesimo nella gara di triathlon e cinquantacinquesimo nel concorso a tre eventi.

## Palmarès
In carriera ha conseguito i seguenti risultati:
- Giochi olimpici

St. Louis 1904: medaglia di bronzo nel concorso a squadre.